# Guds mærkelige veje
Guds mærkelige veje er en dansk film fra 1944.
- Manuskript og instruktion Miskow Makwarth og Steen Jørgensen.

Blandt de medvirkende kan nævnes:
- Signi Grenness
- Jørn Jeppesen
- Buster Larsen
- Peter Nielsen
- Mime Fønss